# 黑澤爾伍德鎮區 (密蘇里州韋伯斯特縣)
黑澤爾伍德鎮區（英語：Hazelwood Township）是位於美國密蘇里州韋伯斯特縣的一個行政鎮區。

## 地方資料
黑澤爾伍德鎮區的面積為134.58平方千米，當中陸地面積為134.50平方千米，而水域面積為0.08平方千米。根據2020年美國人口普查的數據，當地共有人口2985人，而人口密度為每平方千米22.18人。